# کالبدشناسی قدرت
کالبدشناسی قدرت کتابی نوشته جان کنت گالبرایت است که در آن مفهوم قدرت سیاسی بررسی می‌شود.
گالبرایت قدرت را به سه نوع تنبیهی، تشویقی و اقناعی تقسیم کرده و آن‌ها را به ترتیب در ارتباط با شخصیت، مالکیت و سازمان (منابع قدرت) می‌داند.
از نظر گالبرایت قدرت اقناعی در اقتصاد نوین و اداره دولت چه در کشورهای سرمایه‌داری و چه در کشورهای سوسیالیستی اهمیت بیشتری از انواع دیگر قدرت یافته است و سازمان مهمترین منبع قدرت گردیده است.
در این کتاب در مورد کاربرد واژه قدرت در آثار نویسندگان گذشته نیز بحث می‌شود و قدرت دولت و سازمان‌ها، قدرت نظامی و قدرت دین و رسانه‌ها در فصل‌های مختلف شکافته می‌شود.